# 科普季夫希納
51°20′14″N 28°35′48″E / 51.33722°N 28.59667°E
科普季夫希納（烏克蘭語：Коптівщина），是烏克蘭北部的村莊，隸屬日托米爾州的科羅斯滕區。該村面積1.74平方公里，海拔高度211米，人口291，人口密度每平方公里260.37人。